# 中山停留場
中山停留場（なかやまていりゅうじょう）は、高知県吾川郡いの町枝川にあるとさでん交通伊野線の路面電車停留場。

## 歴史
中山停留場は1908年（明治41年）の開業。伊野線の咥内 - 枝川間の開通に際して設置された。1943年（昭和18年）に一度休止したが、6年後に営業を再開している。
停留場名は休止前に一時「中山通」を名乗っていたともされる。

### 年表
- 1908年（明治41年）2月20日：土佐電気鉄道の停留場として開業[1][2]。
- 1943年（昭和18年）1月16日：休止[2]。
- 1949年（昭和24年）2月22日：復活認可[2]。
- 2014年（平成26年）10月1日：土佐電気鉄道が高知県交通・土佐電ドリームサービスと経営統合し、とさでん交通が発足[3]。とさでん交通の停留場となる。

## 停留場構造
乗り場は2面あり、東西方向に伸びる単線の軌道を挟み込むような配置をとる。互いの乗り場は斜向かいに位置し、東に伊野方面行きの乗り場、西にはりまや橋方面行きの乗り場がある。伊野方面行きの乗り場は道路上に白線を引いて示されるのみ。

## 停留場周辺
新興住宅地が広がり、並走する国道33号沿いには量販店や商店が軒を連ねる。
- 宇治川
- 「中山」バス停留所

## 隣の停留場
とさでん交通
伊野線
八代通停留場 - （八代信号所） - 中山停留場 - 枝川停留場